# Pomnik Srającego Chłopka pod Świdnicą

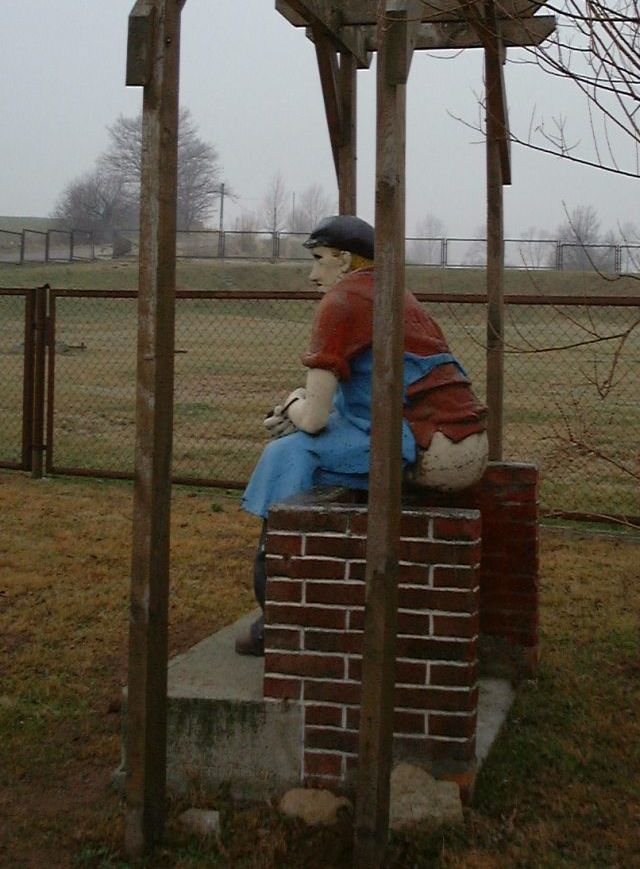
Pomnik Srającego Chłopka pod Świdnicą (2005)

Pomnik Srającego Chłopka pod Świdnicą (znany również po nazwami Srol, Srajludek oraz Bolek Myśliciel) – pomnik przedstawiający mężczyznę ze spuszczonymi spodniami, siedzącego na ceglanym wychodku, załatwiającego potrzebę fizjologiczną. Powstała w 1935 roku rzeźba, w stylu niemieckiego śląskiego humoru upamiętnia powstanie biologicznej oczyszczalni ścieków w Świdnicy na Dolnym Śląsku. Obecnie znajduje się w podświdnickiej wsi Zawiszów.

## Historia
W latach 1934–1936 realizowano budowę biologicznej oczyszczalni ścieków projektu niemieckiej firmy Kremer–Kläranlage D. R. P. Berlin Schöneberg. W trakcie budowy, prawdopodobnie w 1935 roku pracownicy oczyszczalni postawili nietypowy pomnik – betonowy odlew siedzącego mężczyzny w czasie defekacji, nazwany później „Srającym Chłopkiem”. Rzeźba została umieszczona na kolektorze ogólnospławnym przy punkcie pomiarowym ścieków. Poniemiecka oczyszczalnia funkcjonowała przy ulicy Komunalnej aż do 1992 roku, kiedy to została zamknięta, a nową oczyszczalnię otwarto pod adresem Zawiszów 5, na terenie gminy wiejskiej Świdnica, 1 kilometr od miasta. Pomnik, choć budził mieszane uczucia, przetrwał zamknięcie starej oczyszczalni i w październiku 1992 roku został przeniesiony przed budynek nowej oczyszczalni do Zawiszowa. Początkowo „Srający Chłopek” stał na niewielkim wzniesieniu przy zlewni, a następnie obok bramy wjazdowej, gdzie znajduje się do dziś. Rzeźba, uznana przez Horsta Adlera (1928–2014) za wyraz niemieckiego śląskiego humoru, stała się jedną z najczęściej odwiedzanych atrakcji w Świdnicy, nawet przez gości z zagranicy. Istnienie „Srającego Chłopka” zostało odnotowane między innymi w przewodniku Pascala oraz polskiej edycji miesięcznika „National Geographic”.
W 2016 roku radni miasta zauważyli turystyczny potencjał rzeźby i wyszli z propozycją przeniesienia jej do centrum, na plac św. Małgorzaty w Świdnicy, aby była bardziej dostępna. Natomiast podczas przeprowadzania sondy pracownicy oczyszczalni ścieków wyrazili niezgodę wobec tego pomysłu. Swój sprzeciw argumentowali tym, że pomnik „Srajludka” jest tam regularnie restaurowany oraz objęty stałą obserwacją monitoringu, a jego przeniesienie wiąże się z ryzykiem uszkodzenia zabytku. Ponadto pomnik od zawsze stanowi symbol i ważną część miejskiej oczyszczalni ścieków i jej pracownicy chcieliby, aby tak pozostało. Ostatecznie z tych powodów „Srający Chłopek” nie został przeniesiony.

## Autor
Przez lata autor pomnika był nieznany. Debatowano również, czy powstał on na zlecenie pracowników biologicznej oczyszczalni ścieków, jako forma żartu, czy może z inicjatywy mieszkańców Świdnicy w podzięce za skanalizowanie miasta. Dopiero w 2022 roku, dzięki znalezionej przez Krzysztofa Królika z Wrocławia pocztówce, odkryto, że autorem „Srającego Chłopka” jest prawdopodobnie Hermann Dubois. Artysta urodzony w 1895 roku we Wrocławiu, a zmarły w 1958 roku prawdopodobnie w Berlinie, pozostawił w Świdnicy wiele śladów swojej twórczości związanej z przemysłem. Są to między innymi cztery płaskorzeźby symbolizujące pracę, handel, transport i wiedzę zamontowane na ścianie jednego z budynków Fabryki Aparatury Pomiarowej PAFAL (wcześniej fabryka liczników elektrycznych Hermanna Arona), czy płytki ceramiczne zdobiące dawny gmach Izby Przemysłowo-Handlowej przy alei Niepodległości 11 (od 1990 roku Państwowa Szkoła Muzyczna I stopnia imienia Ludomira Różyckiego).

## Wygląd i odnowienie pomnika
Pomnik „Srającego Chłopka” przedstawia betonową figurę mężczyzny w średnim wieku z wąsem, siedzącego ze spuszczonymi, czarnymi spodniami na ceglanym wychodku. Mężczyzna ubrany jest w jasną koszulę, brązową kamizelkę, kaszkiet oraz niebieski fartuch. W jednej ręce trzyma fajkę, a nad nim znajduje się drewniana altana.
W 2011 roku figura została poddana gruntownej renowacji. Po usunięciu kilku warstw farb i skruszałych cementowych plomb odkryto, że pierwotnie postać miała brodę, którą później zasłonięto. Osoby przeprowadzające rekonstrukcję zdecydowały, że mężczyzna powinien mieć nadal gładką twarz, więc zarost ponownie zakryto. Fakt, że postać początkowo miała brodę, potwierdzają dokumenty archiwalne Świdnickiego Przedsiębiorstwa Wodociągów i Kanalizacji z 1935 roku oraz szkic roboczy (bez daty). Warto zauważyć, że w oryginalnym projekcie mężczyzna nie trzymał fajki, jednak na późniejszym szkicu już ją posiadał. Latem 2015 roku pomnik został ponownie pomalowany, naprawiono również ceglany murek oraz wykonano nowe zadaszenie.
„Srający Chłopek” nie jest wpisany do rejestru zabytków, w związku z czym nie podlega szczególnej ochronie konserwatorskiej, co pozwala na dowolne zmiany kolorystyki podczas kolejnych renowacji. Aktualnie rzeźba ma jaskrawoniebieski fartuch, choć wcześniej miał on kolor czerwony. Możliwe, że początkowo figura nie była pomalowana i kolory dodano później. Na przedwojennych fotografiach widać, że oryginalnie twarz mężczyzny miała dużo bardziej szlachetniejsze i wyraziste rysy, natomiast przez lata zaniedbań oraz odnawianie go przez amatorów, detale te zostały zatracone.

## Wydarzenia
- Od 2020 roku wizerunek „Srającego Chłopka” można zakupić w formie znaczka turystycznego z zamieszczonym wokół niego napisem: „Świdnica – Rzeźba Srającego Chłopka. Znaczek Turystyczny No.970”[7].